# Lepthyphantes minusculus
Lepthyphantes minusculus är en spindelart som beskrevs av George Hazelwood Locket 1968. Lepthyphantes minusculus ingår i släktet Lepthyphantes och familjen täckvävarspindlar.
Artens utbredningsområde är Kongo. Inga underarter finns listade i Catalogue of Life.